# Medium Dependent Interface
Інтерфе́йс, зале́жний від середо́вища передава́ння (англ. Medium Dependent Interface) або MDI — порт Ethernet абонентського пристрою (наприклад, мережевих карт ПК). Дозволяє таким пристроям, як мережеві концентратори або комутатори підключатися до інших, концентраторів без використання перехресного кабелю або нуль модему.  
Mdi - зазвичай називають портом пристрою більш високого рівня (uplink) 
Він трохи відрізняється підключенням контактів від своєї варіації MDI-X. Контакти 1 і 2 використовуються для передачі (Tx) інформації (сигналів), 3 та 6 — для приймання (Rx).

## MDIX

Ethernet MDI -> MDIX

MDIX (MDI-X — Medium Dependent Interface with Crossover — інтерфейс, залежний від середовища передачі з перехресним з'єднанням) — Ethernet-інтерфейс RJ45, використовуваний в мережевих комутаторах і хабах. Його головна відмінність від MDI, що використовується для кінцевих пристроїв, порядок виводів на RJ45. Контакти 1 і 2 використовуються для приймання (Rx) інформації (сигналів), 3 та 6 — для передачі (Tx). Для з'єднання MDI-MDIX застосовують прямий патч-корд витої пари, а для з'єднань MDI-MDI і MDIX-MDIX — перехресний.

## Auto-MDI (X)
Підтримка Auto-MDI (X) означає, що інтерфейс може працювати з будь-яким кабелем, звичайним або перехресним. Достатньо, щоб Auto-MDI (X) підтримував тільки один інтерфейс з двох. Є частиною стандарту 1000Base-T (Gigabit Ethernet) і вище, крім того, підтримується багатьма 100- і 1000-Мбітними комутаторами і маршрутизаторами, може підтримуватися і мережевими картами на 100 і на 1000 Мбіт/с.

## Приклади
Щоб з'єднати один концентратор з MDI-портом з MDIX-портом комп'ютера або іншого концентратора використовується звичайний кабель. Однак, щоб з'єднати MDI-порт з MDI-портом іншого пристрою потрібен перехресний кабель (так само як і для з'єднання двох MDIX-портів).